# Молодь у Данії
До молоді в Данії належать люди віком від 15 до 25 років. Демографічний розвиток Данії нагадує інші західноєвропейські країни зі збільшенням літнього населення та низьким рівнем народжуваності. Таким чином, молодь у Данії становить лише 13% від 5 556 452 населення Данії, яке складається з 367 927 чоловіків і 352 872 жінок. Співвідношення статей 1,04 чоловік/жінка.
У юності сім'ї зазвичай охоплюють індивідуалістичний саморозвиток. Данці починають приймати рішення щодо здоров'я та освіти. Основні інституційні особливості уряду дозволяють молоді стикатися з меншим ризиком тривалого безробіття порівняно з іншими країнами. Вживання алкоголю та регулярні фізичні вправи є видними видами діяльності. Різні цінності та різноманітні контексти керують молоддю.

## Сім'я
У сім’ї пізнього модерну довіра та переговори є важливими стратегіями для побудови поважних і шанобливих стосунків. Взагалі кажучи, батьки не приймають рішення за молодь, не пояснивши причину і не зрозумівши молодь. Батьки готують молодь бути незалежними та відповідальними особистостями, заохочуючи вихід із сім’ї. Батьки не встановлюють суворих правил, що заважають свободі молоді. Встановлення молоддю обмежень щодо надання інформації батькам є прийнятним. Ідеал полягає в тому, щоб підтримувати безперервний і вільний діалог між батьками та молоддю.
Згідно з дослідженням соціолога Торстена Колінда, правила батьків основної та контркультурної молоді відрізняються. Основні правила батьків є невизначеними, обговорюваними та передбачають невисловлені очікування. У результаті встановлені правила порушуються молоддю лише певною мірою. Подолання тонкої межі призводить до почуття провини та зловживаної батьківської довіри. Батьківські правила контркультурної молоді визначені та не підлягають обговоренню. Тим не менш, контркультурна молодь не вважає ці правила важливими і не відчуває докорів сумління, коли їх порушує.

## Освіта
Початкова, середня та університетська освіта в Данії є безкоштовною. Десятирічна школа є обов’язковою для дітей віком від 6 до 16 років. Після закінчення загальноосвітньої школи молодь розходиться різними шляхами. Половина студентів обирає додатковий одинадцятий рік.  Двадцять три відсотки припиняють освітню кар'єру, тоді як 77% відвідують загальноосвітню середню школу або програму професійної підготовки за окремими професіями. 

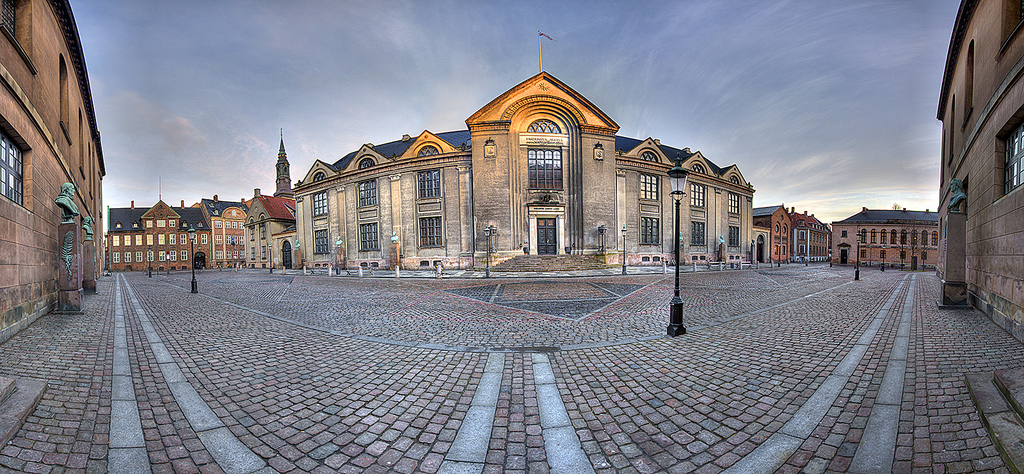
Головна будівля Копенгагенського університету

Після трьох років навчання в середній школі в Данії молодь може вступити до університету.  Програми університету включають: соціологію, економіку, архітектуру, медицину та фармацію.  Є 12 університетів, включаючи Копенгагенський університет, Орхуський університет, Оденський університет і Роскільський університет.
Порівняно з європейськими однолітками, молодь старша, коли вступає та закінчує вищу освіту. Середній вік для вступу на ступінь бакалавра в університеті становив 21,8 років у 2000 році та 21,6 років у 2006 році. Затримка з початком навчання пов’язана з тим, що студенти виїжджають за кордон, добровільно навчаються в десятому класі, працюють у кафе чи іншим чином проводять час, обдумуючи, чим зайнятися. Середній вік випускників становив 25,0 років у 2000 році та 25,2 років у 2005 році. Датські студенти часто змінюють свій план навчання. Данці, які стикаються з труднощами в університеті, переорієнтовуються на більш короткі та менш вимогливі програми. 
У Данії надаються програми професійної освіти та навчання для осіб віком від 16 років.  Професійна освіта зазвичай триває від двох до чотирьох років. Він включає суміш теоретичних курсів з практичним навчанням під час учнівства.  Система професійно-технічної освіти поділяється на дві частини: базовий курс і основний курс. Базовий курс від 10 до 60 тижнів включає відвідування занять з обов'язкових і факультативних предметів. Факультативні предмети надають студентам можливість здобути кваліфікацію. Тривалість основного курсу залежить від програми. Для основного курсу студенти знаходять контракт з фірмою для учнівства на два-три роки. Фірми отримують субсидії для найму та навчання учнів. Вартість учня становить половину вартості звичайного працівника. Заробітна плата, яку отримує учень, є привабливою для молодої людини, оскільки в середньому на 60% перевищує державну дотацію на освіту. Якщо вони не можуть знайти контракт про учнівство, молоді люди знаходять іншу програму або продовжують навчання в програмах загальної старшої середньої освіти. 
Данія має низькі показники за рівнем відсіву зі школи, і тому уряд прагне зменшити цю кількість. Молодь у віці 20–24 років без середньої освіти досягла 18,6% у 2008 році, що трохи вище середнього показника Організації економічного співробітництва та розвитку (ОЕСР). В інших європейських країнах, таких як Польща, Чехія та Словаччина, відсоток відсіву коливається в межах 6–7%. Рівень відсіву в сусідніх скандинавських країнах: Швеція становить 9,5%, а Фінляндія – 10,2%. Уряд вирішив, що до 2015 року 95% кожної групи молоді повинні мати принаймні старшу середню освіту. Професійна освіта та орієнтація, які пропонують школи, спрямовані на боротьбу з відсіванням. Професійна освіта та орієнтація починається в школах у 6 класі і триває до 9 чи 10 класу та надає учням можливість ознайомитися з вимогами програми старшої середньої освіти. Особисте освітнє портфоліо супроводжує кожного учня до середньої освіти та служить основою для розмов про майбутню освіту та планування кар’єри. 

## Працевлаштування
Станом на липень 2013 року рівень безробіття серед 16-24-річних становив 5,2%.  У порівнянні з іншими країнами цей показник низький. У вересні 2013 року рівень безробіття серед молоді становив 16% у Сполучених Штатах і 11,6% у Гонконзі.  У 2008 році 48% студентів у віці 16 років і 70% студентів у віці 23–24 років працювали.  Середній вік першого працевлаштування – 22 роки.  Як правило, молоді данці витрачають на роботу 4,5 роки з перших п’яти років закінчення навчання. Це більше, ніж 4,4 роки, зафіксовані в Австралії, Швейцарії та Нідерландах. 
Для того, щоб безробітні датчани отримували страхові виплати, вони повинні бути зареєстровані як безробітні в Державній службі зайнятості Данії (PES) і активно шукати роботу. ДСЗ пропонує програми для боротьби з безробіттям серед молоді . Один пакет, який пропонується особам віком від 18 до 19 років, включає співбесіду через тиждень після подачі заявки на отримання соціальної допомоги, навчальний курс з пошуку роботи протягом перших двох тижнів та можливість навчання або працевлаштування, запропоновану не пізніше ніж через місяць після отримання початок періоду безробіття. Для осіб віком від 18 до 30 років ДСЗ зобов’язана направити нових випускників віком до 30 років до приватного закладу після шести тижнів безробіття. 

## Здоров'я
Охорона здоров'я в Данії дозволяє молодим данцям мати відмінне здоров'я. Програми охорони здоров'я спрямовані на боротьбу з інфекційними захворюваннями. Медичні сестри безкоштовно надають консультації та допомогу молодим мамам. 

### Варіанти покриття
Національні та місцеві органи влади та роботодавці оплачують витрати на систему охорони здоров’я.  З 1973 року датчани віком від 15 років обирають між двома варіантами покриття: група 1 або група 2. Учасники 1 групи самостійно обирають лікаря загальної практики та отримують безкоштовні загальні профілактичні, діагностичні та лікувальні послуги. Їхній лікар загальної практики повинен направити їх до медичних спеціальностей, включаючи фізіотерапію та стаціонарне лікування.  Учасники 2 групи не зобов’язані мати власного лікаря загальної практики та можуть консультувати спеціалістів без направлення. Проте пацієнти сплачують частину гонорарів.  Також доступна приватна медична страховка. 

### Догляд за зубами
Для підлітків віком до вісімнадцяти років доступ до стоматологічної допомоги безкоштовний. Догляд за ротовою порожниною надається муніципальною стоматологічною службою або приватним стоматологом на платній основі, яку оплачує муніципалітет. Закон про стоматологічну допомогу 1986 року передбачає безкоштовне зміцнення здоров’я, систематичну профілактику та лікування для осіб віком до вісімнадцяти років. Стоматологічна допомога молоді включає періодичні огляди та лікування. Стоматологічну допомогу особам старше вісімнадцяти надають приватні стоматологи. Громадяни беруть на себе відповідальність за частину платежів. 

### Репродуктивні проблеми
До п'ятнадцяти років 38% жінок і 38% чоловіків є сексуально активними. Немає помітних відмінностей між статтю порівняно з Гренландією та Румунією. У Гренландії 71% жінок і 46% чоловіків сексуально активні, а в Румунії 17% жінок і 48% чоловіків сексуально активні.  У школах проводять статеве виховання, в тому числі використання контрацептивів. Статеве виховання включає відвідування клініки планування сім'ї . 
Жінки віком від 18 років мають право на безкоштовне переривання вагітності протягом перших 12 тижнів вагітності. Регіональна рада з абортів і стерилізації може надати виняток для переривання вагітності після перших 12 тижнів у зв’язку з особливими обставинами, наприклад, якщо вагітна жінка занадто молода і незріла, щоб піклуватися про дитину. Вагітні жінки мають доступ до допологових послуг акушерками, лікарями загальної практики або акушерами в акушерських відділеннях стаціонару. З 2010 року введено обов'язкове обстеження вагітних жінок на гепатит В, ВІЛ та сифіліс. 
З 2008-2009 років вакцина проти вірусу папіломи людини (ВПЛ) пропонується безкоштовно для жінок у віці 12 років. З 2012 року вакцина проти ВПЛ пропонується безкоштовно для жінок віком до 26 років. 

### Причини смертності
Найчастіший випадок раптової серцевої смерті (РСС) у молодому віці спричинений ішемічною хворобою серця.  Згідно з дослідженням ССЗ у 2000–2006 рр., у 79% молодих людей у групі пацієнтів спостерігалися симптоми протягом 12 місяців після смерті. Симптоми включали стенокардію та задишку. 
У 35–40% непояснених смертей молоді причиною є генетичні зміни в генах, пов’язаних із потенціалом серцевої діяльності. Гени змінюють функцію білків і таким чином змінюють властивості іонного каналу. Потоки іонів призводять до аритмії. 
У 2012 році внаслідок дорожньо-транспортних пригод загинула 31 особа віком 18-24 років. 

## Культура

### Вживання алкоголю
Вживання алкоголю є центральною складовою життя данської молоді.  Молоді датчани займають перше місце в європейському списку раннього сп’яніння.  До 16 років 94% вживали алкоголь і 73% були п'яними.  У віці від 15 до 19 років 92% хоча б раз у житті були п’яними. Це частина ліберальної алкогольної культури : дозволений вік для покупки алкоголю становить 16 років, а алкоголь, міцніший за 16,4% об’єму, можна купувати з 18 років.  Алкоголь використовується, щоб розслабитися, бути комунікабельним і ідентифікувати себе з іншими.  Багато п'ють, щоб отримати схвалення та соціальне визнання однолітків.  Відмова від розпивання алкоголю може призвести до соціальної ізоляції, оскільки вживання алкоголю та популярність пов’язані. 
Основні та контркультурні практики вживання алкоголю молоддю відрізняються. Навчитися контролювати сп’яніння – це стратегія, характерна для основної молоді. Вони п’ють у безпечних умовах у контрольований спосіб. Основна молодь, як правило, відкидає тих, хто занадто дикий, п’є без обмежень або заходить занадто далеко. Для контркультури молоді надмірне вживання алкоголю є центральною цінністю. Контркультурна молодь прагне вийти з-під контролю. 

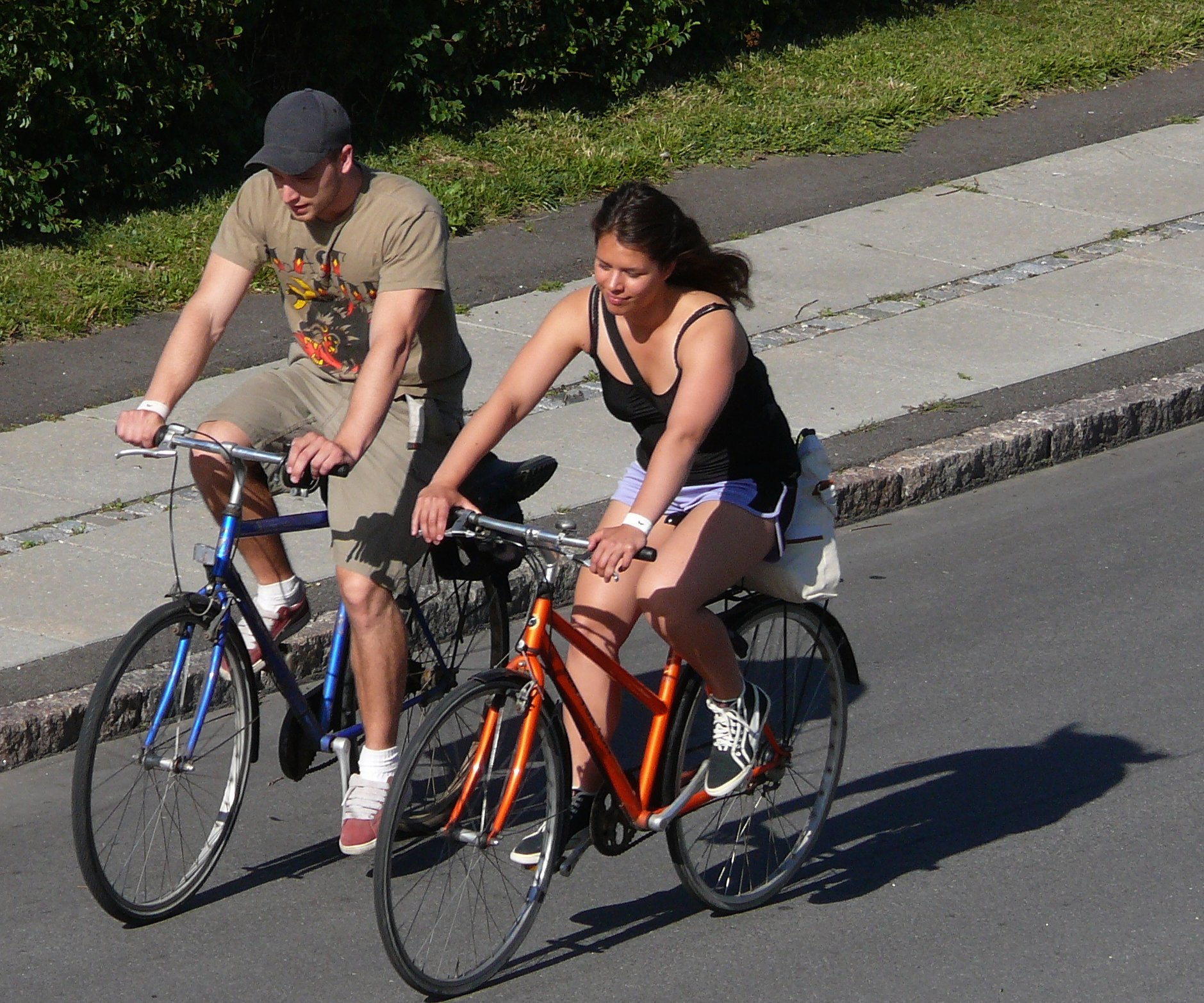
Данська молодь любить їздити на велосипеді.

### Мова
Використання англійської мови є частим серед молоді до 25 років.  Англійська є переважною другою мовою  і входить до шкільної програми з першого класу.  Приблизно 90% молоді від 15 до 21 року розмовляють англійською з іншими датчанами принаймні раз на тиждень. Перехід молодіжного коду з данської на англійську з друзями та однокласниками. Англійські фрази або слова вимовляються між датськими словами. Перемикання кодів є маркером молодіжної ідентичності та ознакою протистояння дорослій культурі. Молодь використовує свій мовний стиль, щоб відрізнятися від дорослих. 

### Спорт
Популярні види спорту в Данії включають їзду на велосипеді, плавання, футбол, бадмінтон і біг підтюпцем. Велосипед є важливою частиною культури завдяки велосипедним маршрутам, які пролягають тисячі кілометрів. Школи пропонують учням команди з футболу, гандболу, баскетболу, настільного тенісу та гімнастики.  Молоді датчани віддають перевагу футболу, гандболу та бадмінтону, а дівчата – гімнастиці, бадмінтону, верховій їзді, гандболу та плаванню. 